# ジョン・パットン
ビッグ・ジョン・パットン（Big John Patton）ことジョン・パットン（John Patton、1935年7月12日 ミズーリ州 カンサスシティ – 2002年3月19日 ニュージャージー州モントクレア）は、ハード・バップおよびソウル・ジャズのジャンルで活躍したアメリカ合衆国のオルガニスト。

## 略歴
ロイド・プライス楽団に籍を置いた後、ブルーノート・レーベルに積極的に録音を行ない、グラント・グリーンやルー・ドナルドソン、ジョン・ゾーンと共演ないしは録音を行なった。
パットンの作風は、もともと楽曲に持ち込まれた基礎となるグルーヴ感を決して失うことなく、モーダル・ジャズやフリー・ジャズの要素を取り込んで発展した。古典となった作品をいくつか作曲しており、主要な楽曲に「ファンキー・ママ」（Funky Mama）や「アロング・ケイム・ジョン」（Along Came John）などがある。1960年代後半には、ハロルド・アレクサンダーやジョージ・コールマンを共演者に迎えて、ブルーノート・レコードに『アンダースタンディング』や『アクセント・オン・ザ・ブルース』といったアルバムを録音し、いくつかの実験的な楽曲を収録した。ジョージ・ブレイスやドン・ウィルカーソン、ルー・ドナルドソンとの共演によってブルーノートに録音された初期の音源の中でも、とりわけギタリストのグラント・グリーンやドラマーのベン・ディクソンとパットンが行ったセッションは高く評価されている。
当時のブルーノート・レコードの音楽に対する関心が再浮上してから、保管庫に収蔵されていた多くのセッションが後から放出されてきた。発売が実際に検討されながらも決して実現されなかったアルバム『ブルー・ジョン』をはじめ、1990年代になって2枚のアルバム『ブーガルー』と『メンフィス・トゥ・ニューヨーク・スピリット』がようやく日の目を見た。
パットンは1990年代後半まで録音を続けいて、晩年には日本やヨーロッパで熱心な支持者が育っており、それらの地域で演奏ツアーを行い大評判となった。アメリカ内外で催されたライブは、ファンによって録音されている。ごく最近では、ジョージ・ブレイスが自身のレーベルから『Eagle Eye Blues』をリリースした。

## ディスコグラフィ

### リーダー・アルバム
- 『アロング・ケイム・ジョン』 - Along Came John (1963年、Blue Note)
- 『ザ・ウェイ・アイ・フィール』 - The Way I Feel (1964年、Blue Note)
- 『オー・ベイビー!』 - Oh Baby! (1965年、Blue Note)
- 『レッテム・ロール』 - Let 'Em Roll (1965年、Blue Note)
- 『ガッタ・グッド・シング・ゴーイン』 - Got a Good Thing Goin' (1966年、Blue Note)
- 『ザット・サートゥン・フィーリング』 - That Certain Feeling (1968年、Blue Note)
- 『アンダースタンディング』 - Understanding (1968年、Blue Note)
- 『アクセント・オン・ザ・ブルース』 - Accent on the Blues (1969年、Blue Note)
- Soul Connection (1983年、Nilva)
- 『ブルー・ジョン』 - Blue John (1986年、Blue Note) ※1963年録音
- 『ブルー・プラネット・マン』 - Blue Planet Man (1993年、Paddle Wheel)
- 『マイナー・スウィング』 - Minor Swing (1994年、DIW)
- 『ブーガルー』 - Boogaloo (1995年、Blue Note) ※1968年録音
- 『メンフィス・トゥ・ニューヨーク・スピリット』 - Memphis to New York Spirit (1996年、Blue Note) ※1969年-1970年録音
- 『ジス・ワンズ・フォー・JA』 - This One's for Ja (1998年、DIW) ※1996年録音
- Eagle Eye Blues (2006年、Excellence) ※2001年ライブ録音

### 音源
- Big John Patton "Funky Mama" Live on BBC2
- Big John Patton-Fat Judy
- Village Lee [alt tk - Big John Patton - The Lost Grooves , 67-70]
- Big John Patton - Ain't That Peculiar
- BIG JOHN PATTON, Amanda
- LET 'EM ROLL - BIG JOHN PATTON